# Буравков, Юрий Александрович
Юрий Александрович Буравков (1931—2017) — советский работник строительной отрасли, бригадир комплексной бригады, Герой Социалистического Труда.

## Биография
Родился 11 июля 1931 года в Ташкенте Узбекской ССР (ныне Республика Узбекистан) в семье партийного работника.
В 1949 году по призыву комсомола пришёл на стройку и продолжил учёбу в вечерней школе. Работал в Крыму — в Севастополе и Ялте. С 1956 года жил и работал в Каменском районе Ростовской области. В 1963 году возглавил бригадиру в Каменском строительно-монтажном управлении Ростовского областного объединения межколхозных строительных организаций («Ростоблмежколхозстрой»). В апреле 1971 года его бригада в числе первых на Дону применила в сельском строительстве метод Героя Социалистического Труда Н. А. Злобина и перешла на бригадный подряд, добившись значительных успехов.
Начиная с 1980 года, коллектив бригады ежегодно выходил победителем Всероссийского соревнования среди межколхозных строительных бригад и неоднократно награждался переходящим Красным знаменем, почетными грамотами и дипломами обкома КПСС и областного Совета народных депутатов. Кроме производственной, Буравков занимался общественной деятельностью — избирался членом бюро Каменского райкома КПСС, депутатом районного Совета народных депутатов; являлся председателем Совета бригадиров и членом Совета наставников молодежи межколхозной ПМК.
С 1992 года Юрий Александрович находится на пенсии, живёт в хуторе Старая Станица Каменского района Ростовской области.

## Награды
- Указом Президиума Верховного Совета СССР от 10 марта 1976 года Буравкову Юрию Александровичу присвоено звание Героя Социалистического Труда с вручением ордена Ленина и золотой медали «Серп и Молот».
- Награждён орденами Трудового Красного Знамени, «Знак Почета» и медалями.
- «Заслуженный строитель РСФСР», «Заслуженный строитель Дона».[1]